# Muhammed Furkan Özbek
Muhammed Furkan Özbek (ur. 24 stycznia 2001) – turecki sztangista, olimpijczyk z Tokio 2020, mistrz Europy oraz igrzysk olimpijskich młodzieży.

## Udział w zawodach międzynarodowych
| Impreza                                   | Rok  | Miejsce      | Kategoria | Wynik  | Wynik   |
| Impreza                                   | Rok  | Miejsce      | Kategoria | Dwubój | Miejsce |
| ----------------------------------------- | ---- | ------------ | --------- | ------ | ------- |
| Igrzyska olimpijskie                      | 2020 | Tokio        | do 67 kg  | DNF    | DNF     |
| Mistrzostwa świata                        | 2019 | Pattaya      | do 69 kg  | 309    | 14.     |
| Mistrzostwa Europy w podnoszeniu ciężarów | 2019 | Batumi       | do 73 kg  | 325    | 5.      |
| Mistrzostwa Europy w podnoszeniu ciężarów | 2021 | Moskwa       | do 67 kg  | 323    | złoto   |
| Mistrzostwa Europy w podnoszeniu ciężarów | 2022 | Tirana       | do 73 kg  | 339    | złoto   |
| Igrzyska olimpijskie młodzieży            | 2018 | Buenos Aires | do 69 kg  | 305    | złoto   |